# Alemán
Erick Raul Alemán Ramirez (Cabo San Lucas, Baja California Sur, 20 de fevereiro de 1990), mais conhecido pelo Alemán (Alemão em português), é um rapper mexicano.
Ramirez começou sua carreira artística de maneira profissional em 2014, com o selo Homegrown lançando seu primeiro álbum "Pase de Abordar". Seu mais recente álbum "Eclipse" foi um sucesso em vários países em turnê pelo México, Chile, Argentina e Espanha.

## Biografia

### 2004-2009: Começo
Alemán começou sua carreira musical em 2004 com a idade de 14 anos. Ele fazia parte do grupo "2 Rimas" criado com seu amigo MC King. Um ano depois (2006) DJ Phat se juntou ao grupo e mudou o nome da banda para Doble Rima, juntos trabalharam em seu primeiro álbum "Click Clack Punto Exacto" (2009).

## Influências
Alemán é influenciado por artistas, como Akwid, Control Machete, Cartel de Santa, Ice Cube, Eminem, Snoop Dogg, 2Pac, Notorious B.I.G., 50 Cent, Dr. Dre, Cypress Hill, Psycho Realm, Elote El Barbaro, Banda Baston, Caballeros del Plan G e H Muda.

## Discografia

### Carreira solo
- 2015 - Pase de Abordar
- 2016 - Rolemos Otro
- 2018 - Eclipse
- 2019 - Humo en La Trampa
- 2020 - Humo en La Trampa 2
- 2021 - Humo en La Trampa 3
- 2022 - Haciéndolo Fino
- 2024 - Confesiones